# Бетсилеоски авахи
Бетсилеоски авахи (Avahi betsileo) е вид бозайник от семейство Индриеви (Indriidae). Видът е застрашен от изчезване.

## Разпространение и местообитание
Разпространен е в Мадагаскар.